# Горенчук, Феодосий Иванович
Феодосий Иванович Горенчук (1908—1986) — полковник Советской Армии, участник советско-финской и Великой Отечественной войн, Герой Советского Союза (1944).

## Биография

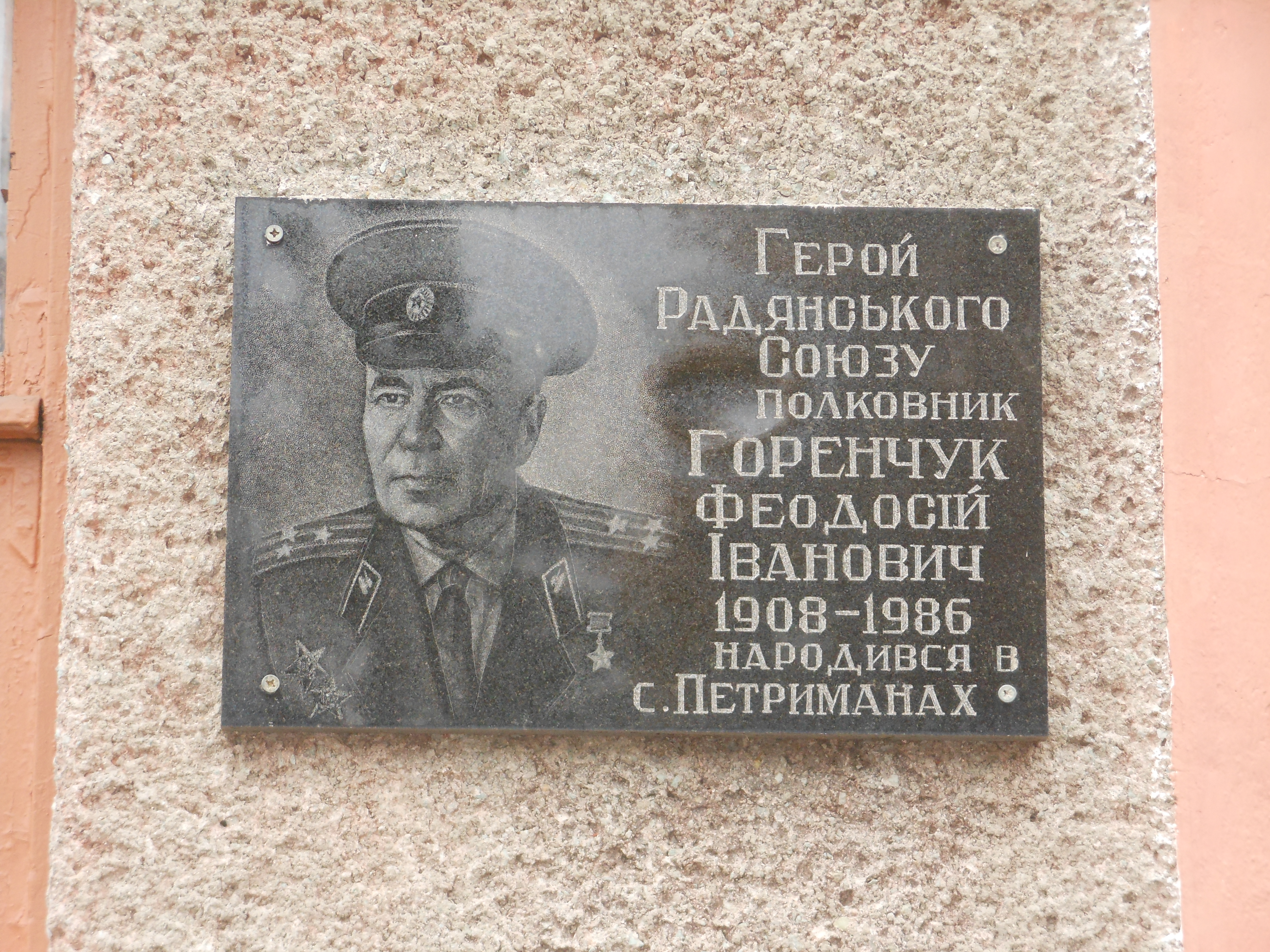
Мемориальная таблица на родине героя

Феодосий Горенчук родился 5 (по новому стилю — 18) октября 1908 года в селе Петриманы (ныне — Мурованокуриловецкий район Винницкой области Украины) в крестьянской семье. Окончил семь классов, работал в сельском хозяйстве. С 1928 года проживал в Ленинграде, в 1930 году окончил Ленинградский педагогический техникум, работал токарем на заводе имени Энгельса. В ноябре 1934 года Горенчук был призван на службу в Рабоче-крестьянскую Красную Армию. Командовал мотоциклетным отделением, был секретарём бюро комсомола, политруком роты отдельного батальона связи 7-го механизированного корпуса Ленинградского военного округа в Петергофе. В 1938—1939 годах был слушателем курсов при Доме партийного образования Ленинградского военного округа. Участвовал в советско-финской войне. С февраля 1941 года был старшим инструктором политотдела 208-й танковой дивизии Западного особого военного округа.
С июня 1941 года — на фронтах Великой Отечественной войны. Принимал участие в боях в Белорусской ССР 1941 года, Смоленском сражении, освобождении Житомирской области Украинской ССР, Житомирско-Бердичевской, Проскуровско-Черновицкой операциях, боях на Дуклинском перевале, Висло-Одерской, Нижне-Силезской, Верхне-Силезской, Берлинской операциях, освобождении Дрездена и Праги. В боях пять раз был ранен и контужен. В феврале 1943 года Горенчук окончил ускоренные курсы при Военно-политической академии в Белебее, а октябре того же года — Высшую офицерскую бронетанковую школу в Магнитогорске. К июлю 1944 года гвардии капитан Феодосий Горенчук командовал 3-м танковым батальоном 12-й гвардейской танковой бригады 4-го гвардейского танкового корпуса 60-й армии 1-го Украинского фронта. Отличился во время освобождения Львовской области.
В ходе боёв в районе сёл Хильчицы и Почапы Золочевского района, когда противник попытался прорвать кольцо окружения, Горенчук вышел из танка и поднял в атаку стрелковые подразделения. Получил два ранения (обе в ноги), но поля боя не покинул. За пять последующих часов батальон отбил три немецкие контратаки, уничтожил 3 танка и 11 орудий, а также большое количество солдат и офицеров противника.
Указом Президиума Верховного Совета СССР от 23 сентября 1944 года за «образцовое выполнение боевых заданий командования на фронте борьбы с немецкими захватчиками и проявленные при этом мужество и героизм» гвардии капитан Феодосий Горенчук был удостоен высокого звания Героя Советского Союза с вручением ордена Ленина и медали «Золотая Звезда» за номером 5301.
После окончания войны Горенчук продолжил службу в Советской Армии. В марте 1962 года в звании полковника Горенчук был уволен в запас. Некоторое время проживал в Ленинграде, затем вернулся на родину. Проживал в селе Мурованые Куриловцы, работал в местном райкоме КПСС. Скончался 27 марта 1986 года, похоронен в Мурованых Куриловицах.
Был также награждён орденами Красного Знамени, Отечественной войны 1-й степени, двумя орденами Отечественной войны 2-й степени, двумя орденами Красной Звезды, а также рядом медалей. Названа Улица в честь него, в пгт. Мурованые Куриловцы. Основной танк ИС-2.